# National Film Award du meilleur film pour enfant
Le National Film Award du meilleur film pour enfant est l'une des catégories des National Film Awards présentées annuellement par la Direction des festivals de films, l'organisation créée par le Ministère de l'information et de la radiodiffusion en Inde. C'est l'un des nombreux prix de la catégorie des longs métrages et décerné avec le Golden Lotus (Swarna Kamal).
Le prix est annoncé pour tous les films produits dans toute l'Inde, quelle que soit l'industrie, quelle que soit la langue indienne.

## Liste des vainqueurs
Les années sont indiquées selon l'enregistrement du film par le Central Board of Film Certification.
| Année       | Film(s)                       | Langue(s)   | Producteur(s)                                          | Réalisateur(s)                                | Refs.  |
| ----------- | ----------------------------- | ----------- | ------------------------------------------------------ | --------------------------------------------- | ------ |
| 1953 (1st)  | Khela Ghar                    | Bengali     | Aurora Films                                           |                                               | [ 1 ]  |
| 1954 (2nd)  | Non décerné                   | Non décerné | Non décerné                                            | Non décerné                                   | [ 2 ]  |
| 1955 (3rd)  | Non décerné                   | Non décerné | Non décerné                                            | Non décerné                                   | [ 3 ]  |
| 1956 (4th)  | Jaldeep                       | Bengali     | Children's Film Society                                | Kidar Sharma                                  | [ 4 ]  |
| 1957 (5th)  | Hum Panchhi Ek Dal Ke         | Hindi       | AVM Productions                                        | P. L. Santoshi                                | [ 5 ]  |
| 1957 (5th)  | Janmatithi                    | Bengali     | R. B. Films                                            | Dilip Mukherjee                               | [ 5 ]  |
| 1958 (6th)  | Virsa and the Magic Doll      | Anglais     | Little Cinema Pvt Ltd.                                 | Santi P. Chowdhury                            | [ 6 ]  |
| 1959 (7th)  | Banyan Deer                   | Anglais     | Films Division                                         | - Ahmed Lateef - Shanti Verma - G. G. Saraiya | [ 7 ]  |
| 1960 (8th)  | Phool Aur Kaliyan             | Hindi       | Rajkamal Kalamandir                                    | Ram Gabale                                    | [ 8 ]  |
| 1960 (8th)  | Idd Mubarak                   | Hindi       | Children's Film Society                                | Khwaja Ahmad Abbas                            | [ 8 ]  |
| 1960 (8th)  | Delhi Ki Kahani               | Hindi       | Children's Film Society                                | Rajendra Kumar                                | [ 8 ]  |
| 1961 (9th)  | Hattogol Vijay                | Hindi       | Hari S. Dasgupta Productions                           | - Buju Das Gupta - Raghunath Goswami          | [ 9 ]  |
| 1961 (9th)  | Savitri                       | Hindi       | Children's Film Society                                | Phani Majumdar                                | [ 9 ]  |
| 1961 (9th)  | Nanhe Munne Sitare            | Hindi       | Ajay Kumar Chakravarty                                 | Ajay Kumar Chakravarty                        | [ 9 ]  |
| 1962 (10th) | Raju Aur Gangaram             | Hindi       | Children's Film Society                                | Ezra Mir                                      | [ 10 ] |
| 1963 (11th) | Panch Puthliyan               | Hindi       | Children's Film Society                                | Amit Bose                                     | [ 11 ] |
| 1964 (12th) |                               |             |                                                        |                                               |        |
| 1965 (13th) | The Adventure of A Sugar Doll | Anglais     | Children's Film Society                                | Kantilal Rathod                               | [ 12 ] |
| 1965 (13th) | As You Like It                | Anglais     | Children's Film Society                                | S. Shankar                                    | [ 12 ] |
| 1966 (14th) |                               |             |                                                        |                                               |        |
| 1967 (15th) | Non décerné                   | Non décerné | Non décerné                                            | Non décerné                                   | [ 13 ] |
| 1968 (16th) | Heerer Prajapati              | Bengali     | Children's Film Society                                | Shanti P. Chowdhury                           | [ 14 ] |
| 1969 (17th) | Non décerné                   | Non décerné | Non décerné                                            | Non décerné                                   | [ 15 ] |
| 1970 (18th) | Non décerné                   | Non décerné | Non décerné                                            | Non décerné                                   | [ 16 ] |
| 1971 (19th) | Wings Of Fire                 | Anglais     |                                                        |                                               | [ 17 ] |
| 1972 (20th) | Non décerné                   | Non décerné | Non décerné                                            | Non décerné                                   | [ 18 ] |
| 1973 (21st) | Non décerné                   | Non décerné | Non décerné                                            | Non décerné                                   | [ 19 ] |
| 1974 (22nd) | Non décerné                   | Non décerné | Non décerné                                            | Non décerné                                   | [ 20 ] |
| 1975 (23rd) | Non décerné                   | Non décerné | Non décerné                                            | Non décerné                                   | [ 21 ] |
| 1976 (24th) |                               |             |                                                        |                                               |        |
| 1977 (25th) | Safed Haathi                  | Hindi       | - R. A. Jalan - Pratap Agarwal                         | Tapan Sinha                                   | [ 22 ] |
| 1978 (26th) | Joi Baba Felunath             | Bengali     | R. D. Bansal                                           | Satyajit Ray                                  | [ 23 ] |
| 1979 (27th) |                               |             |                                                        |                                               |        |
| 1980 (28th) | Non décerné                   | Non décerné | Non décerné                                            | Non décerné                                   | [ 24 ] |
| 1981 (29th) | Non décerné                   | Non décerné | Non décerné                                            | Non décerné                                   | [ 25 ] |
| 1982 (30th) | Non décerné                   | Non décerné | Non décerné                                            | Non décerné                                   | [ 26 ] |
| 1983 (31st) | Bhombal Sardar                | Bengali     | Gouvernement du bengale ouest                          | Nripen Ganguly                                | [ 27 ] |
| 1984 (32nd) | My Dear Kuttichathan          | Malayalam   | M. C. Punnoose                                         | Jijo Punnoose                                 |        |
| 1985 (33rd) | Aazadi Ki Ore                 | Hindi       | Sangeethalaya                                          | P. S. Prakash                                 | [ 28 ] |
| 1986 (34th) | Non décerné                   | Non décerné | Non décerné                                            | Non décerné                                   | [ 29 ] |
| 1987 (35th) | Swamy                         | Hindi       | T. S. Narasimhan                                       | Shankar Nag                                   | [ 30 ] |
| 1988 (36th) | Manu Uncle                    | Malayalam   | Joy Thomas                                             | Dennis Joseph                                 | [ 31 ] |
| 1989 (37th) | Ankur Maina Aur Kabootar      | Hindi       | Children's Film Society                                | Madan Bawaria                                 | [ 32 ] |
| 1989 (37th) | Jamboo Savari                 | Kannada     | K. S. L. Swame (Lalitha Ravee)                         | K. S. L. Swame (Lalitha Ravee)                | [ 32 ] |
| 1990 (38th) | Non décerné                   | Non décerné | Non décerné                                            | Non décerné                                   | [ 33 ] |
| 1991 (39th) | Abhayam                       | Malayalam   | Children's Film Society                                | Sivan                                         | [ 34 ] |
| 1992 (40th) | Mujhse Dosti Karoge           | Hindi       | National Center of Films for Children and Young People | Gopi Desai                                    | [ 35 ] |
| 1993 (41st) | Lavanya Preeti                | Oriya       | National Center of Films for Children and Young People | Apurba Kishore Bir                            | [ 36 ] |
| 1994 (42nd) | Kochaniyan                    | Malayalam   | Bushura Shahudeen                                      | Satheesh Vengannoor                           | [ 37 ] |
| 1994 (42nd) | Abhay                         | Hindi       | National Center of Films for Children and Young People | Annu Kapoor                                   | [ 37 ] |
| 1995 (43rd) | Halo                          | Hindi       | National Center of Films for Children and Young People | Santosh Sivan                                 | [ 38 ] |
| 1996 (44th) | Damu                          | Bengali     | Art Films                                              | Raja Sen                                      | [ 39 ] |
| 1997 (45th) | Ramayanam                     | Télougou    | M. S. Reddy                                            | Gunasekhar                                    | [ 40 ] |
| 1998 (46th) | Kabhi Pass Kabhi Fail         | Hindi       | National Center of Films for Children and Young People | Virendra Saini                                | [ 41 ] |
| 1999 (47th) | Goal                          | Hindi       | Children's Film Society                                | Gul Bahar Singh                               | [ 42 ] |
| 2000 (48th) | Gharaksharangal               | Malayalam   | Salim Padiyath                                         | Salim Padiyath                                | [ 43 ] |
| 2001 (49th) | Non décerné                   | Non décerné | Non décerné                                            | Non décerné                                   | [ 44 ] |
| 2002 (50th) | Baaja                         | Hindi       | Children's Film Society                                | Apurba Kishore Bir                            | [ 45 ] |
| 2003 (51st) | Tora                          | Assamais    | Children's Film Society                                | Jahnu Barua                                   | [ 46 ] |
| 2004 (52nd) | Chutkan Ki Mahabharat         | Hindi       | Children's Film Society                                | Sankalp Meshram                               | [ 47 ] |
| 2005 (53rd) | The Blue Umbrella             | Hindi       | UTV Motion Pictures                                    | Vishal Bhardwaj                               | [ 48 ] |
| 2006 (54th) | Care of Footpath              | Kannada     | Shylaja Shrikanth                                      | Kishan Shrikanth                              | [ 49 ] |
| 2007 (55th) | Photo                         | Hindi       | Children's Film Society                                | Virendra Saini                                | [ 50 ] |
| 2008 (56th) | Gubbachigalu                  | Kannada     | Media House Studio                                     | Abhaya Simha                                  | [ 51 ] |
| 2009 (57th) | Putaani Party                 | Kannada     | Children's Film Society                                | Ramchandra P. N.                              | [ 52 ] |
| 2009 (57th) | Keshu                         | Malayalam   | Children’s Film Society                                | Sivan                                         | [ 52 ] |
| 2010 (58th) | Hejjegalu                     | Kannada     | Basanta Kumar Patil                                    | P. R. Ramadas Naidu                           | [ 53 ] |
| 2011 (59th) | Chillar Party                 | Hindi       | - UTV Software Communications - Salman Khan            | - Vikas Bahl - Nitesh Tiwari                  | [ 54 ] |
| 2012 (60th) | Dekh Indian Circus            | Hindi       | Mahaveer Jain                                          | Mangesh Hadawale                              | [ 55 ] |
| 2013 (61st) | Kaphal                        | Hindi       | Children's Film Society of India                       | Batul Mukhtiar                                | [ 56 ] |
| 2014 (62nd) | Kaaka Muttai                  | Tamoul      | Grass Root Film Company                                | M. Manikandan                                 | [ 57 ] |
| 2014 (62nd) | Elizabeth Ekadashi            | Marathi     | Essel Vision Productions Ltd.                          | Paresh Mokashi                                | [ 57 ] |
| 2015 (63rd) | Duronto                       | Hindi       | Code Red Films                                         | Soumendra Padhi                               | [ 58 ] |
| 2016 (64th) | Dhanak                        | Hindi       | Drishyam Films                                         | Nagesh Kukunoor                               | [ 59 ] |